# Петрович, Ион
Ион Н. Пе́трович (рум. Ion N. Petrovici; 19 августа 1929, Плоешти, Румыния — 19 февраля 2021) — немецкий невролог, профессор неврологии и психиатрии в Кельнском университете.

## Биология
После учёбы в Бухаресте на медицинском факультете он получил степень доктора медицины университета Бухареста. Обучался неврологии под руководством Артура Крейндлера и Влада Войкулеску на кафедре клинической неврологии Института неврологической исследований Румынской академии наук. В 1959 году стал специалистом по неврологии.
С 1964 по 1969 год занимал должность начальника службы предоперационной диагностики в клинике нейрохирургии университета Бухареста под руководством Константина Арсени. С Арсени и Франком Нассом Петрович написал «Сосудистые заболевания головного мозга и спинного мозга» в 1965 году.
В 1969 году он эмигрировал в ФРГ и начал свою деятельность в Кёльне в Институте исследований мозга Макса Планка под руководством Клауса-Йоахима Цюльха. Несмотря на свою занятость, включающую клинические обязанности в течение этого периода, он начал применять свою исследовательскую подготовку к неврологическим проблемам. Он был хабилитирован в академической карьере (Venia Legendi) в 1978 году и в 1983 году стал профессором неврологии и психиатрии в Кёльнском университете. В 1985 году он был назначен директором Департамента неврологии больницы Кёльнского университета. Он занимал этот пост вплоть до своей отставки в 1994 году.
Петрович опубликовал многочисленные статьи по цереброваскулярным заболеваниям, судорожными расстройствам, терапии злокачественных опухолей головного мозга, теории локализации высших функций головного мозга, полушарий специализации и межполушарного переноса обучения, минорного полушария головного мозга и языка. В 1962 году он описал Переменный асфигмо-пирамидальный синдром в окклюзии сонных артерий.
Петрович являлся членом многих научных обществ, таких как Deutsche Gesellschaft für Neurologie, Deutsche Gesellschaft für Klinische Neurophysiologie, Società Italiana ди Neurologia, Европейского общества неврологии, Нью-Йоркской академии наук; он являлся действительным членом Королевского общества медицины и, начиная с 1994 года, почётным членом Румынской академии наук.